# Јован Гулан
Јован Гулан је српски позоришни, телевизијски и филмски глумац.

## Биографија
Јован Гулан рођен је 1992, године, а глумом је почео да се бави у драмском студију Бис. Своју прву улогу остварио је у телевизијској серији Приђи ближе из 2010, тумачивши лик Николе Соврлића Сове. Касније је уписао Академију уметности у Београду, а студије је наставио у Лос Анђелесу, где је похађао New York Film Academy. У том периоду се остварио као редитељ више представа у форми Кабареа. Године 2017. одиграо је насловну улогу у кратком филму Аплауз за Лазића. Појавио се и у остварењима Стадо, Немањићи — рађање краљевине, односно Заспанка за војнике.

## Приватно
Гулан је, заједно са групом сарадника, 1. априла 2017. отворио креативни простор под називом Гаража, замишљен као место за окупљање младих уметника. Био је на листи Љубиша Прелетачевић Бели - Зато што волим Беловград, за београдске изборе, 2018. године.

## Улоге

### Позоришне представе
| Представа                | Улога      | Текст                  | Драматургија           | Режија | Позориште                       | Премијера          |
| ------------------------ | ---------- | ---------------------- | ---------------------- | ------ | ------------------------------- | ------------------ |
| Један ТВ дан - Студио    |            |                        |                        |        |                                 | 2013.              |
| Беспомоћна створења      |            | по делима А. П. Чехова |                        |        | Народно позориште у Београду    | 10. јун 2013.      |
| Антика, Шекспир, Молијер | Ричард     |                        |                        |        | Југословенско драмско позориште | 21. децембар 2016. |
| Госпођа министарка       | Пера писар | Бранислав Нушић        | Татјана Мандић Ригонат |        |                                 | [ 15 ]             |

### Филмографија
| Год.  | Назив                       | Улога               |
| ----- | --------------------------- | ------------------- |
| 2010. | Приђи ближе                 | Никола Соврлић Сова |
| 2014. |                             | Џон                 |
| 2015. |                             | Лук                 |
| 2016. |                             | затвореник 2-60     |
| 2016. | Стадо                       | клинац 1            |
| 2017. | Аплауз за Лазића            | Урош Лазић          |
| 2019. |                             |                     |
| 2018. | Немањићи — рађање краљевине | први војник         |
| 2018. |                             | радник обезбеђења 2 |
| 2018. | Стадо (серија)              | клинац 1            |
| 2018. | Заспанка за војнике         | командантов посилни |
| 2019. | Предстража                  |                     |
| 2019. |                             | Емил Бахман         |
| 2019. |                             |                     |